# Maligne Lake
Der Maligne Lake ([məˈliːn leɪk]) ist ein See im Jasper-Nationalpark in der kanadischen Provinz Alberta, etwa 50 km südlich der Stadt Jasper. 

## Lage
Der See liegt auf einer Höhe von 1670 m, hat eine Oberfläche von knapp 20 km², eine durchschnittliche Tiefe von 100 m und eine Uferlänge von 45 km. Er wird vom Maligne River, einem Nebenfluss des Athabasca River, mit Gletscherwasser gespeist und seine Temperatur steigt nie über 4 °C. Im See liegt mit der Insel Spirit Island eines der Wahrzeichen der kanadischen Rocky Mountains. 
Die „Entdeckung“ des Sees wird Mary Schäffer im Jahr 1908 zugeschrieben, die auf der Suche nach einem von den Indianern Chaba Imne (Bibersee) genannten See am Oberlauf des Athabasca war und eine grobe Lageskizze von dem Stoney-Indianer Samson Beaver bekommen hatte. Als erster Angehöriger eines nicht-indigenen Volks sah jedoch Henry McLeod, Teilnehmer einer CPR-Expedition, 1875 den See.
Im Maligne Lake leben Populationen von Regenbogenforellen und Bachsaiblingen. Im Umland des oligotrophen Sees mit wenig Nährstoffen und daher geringer organischer Produktion finden sich im Sommer Grizzlys, Schwarzbären, Maultierhirsche, Rentiere, Wölfe, Elche, Schneeziegen und Dickhornschafe ein. Weißkopfseeadler und Fischadler ernähren sich vom Fischbestand des Sees.

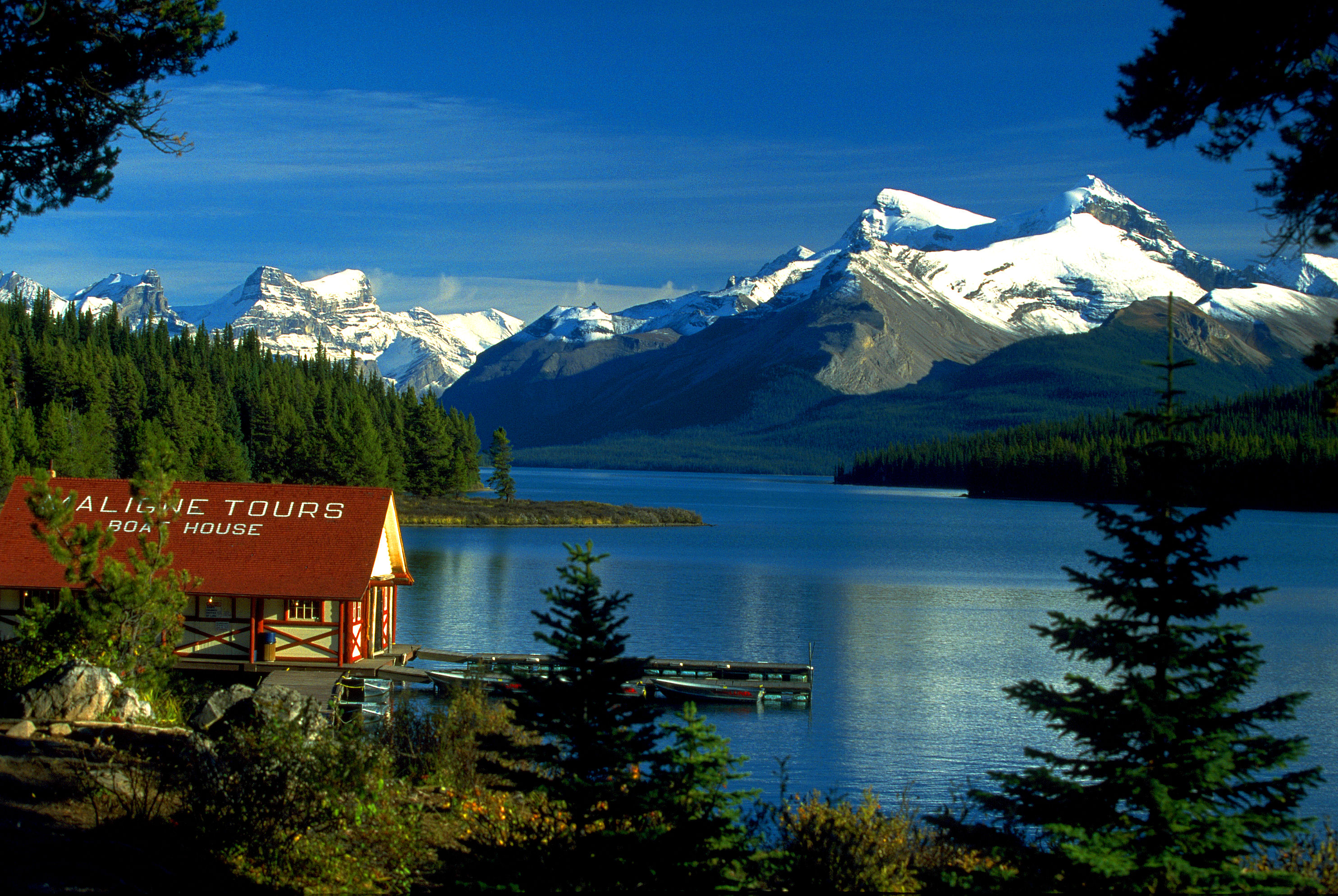
Boat House am Maligne Lake
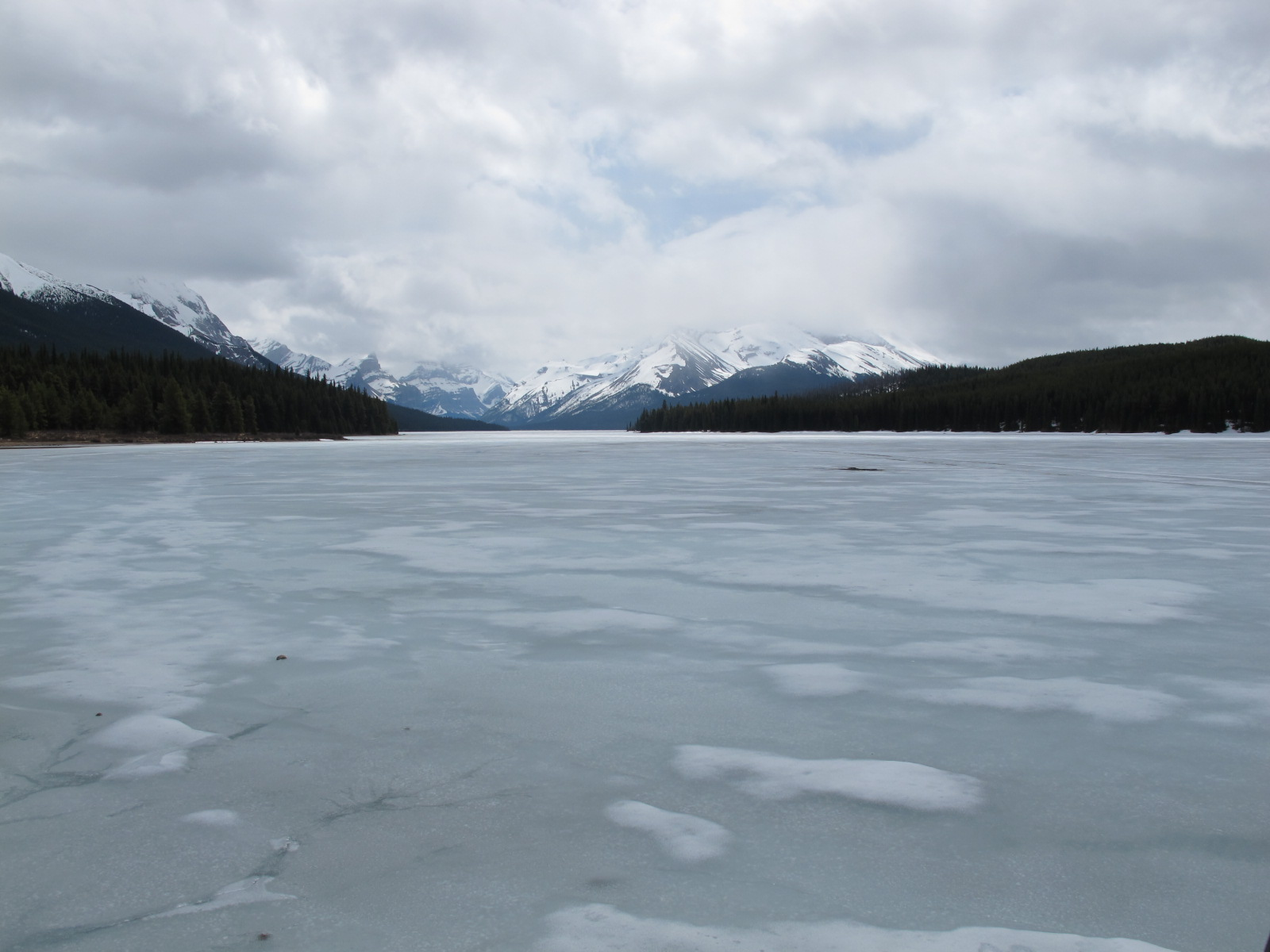
Gefrorener Maligne Lake